# C16H22O8
化学式C16H22O8（摩尔质量：342.34 g/mol）可以指以下化合物：
- 松柏苷，CAS号：531-29-3 ；(E)-：124151-33-3
- (+)-大环内酯类抗生素A，CAS号：172923-77-2
- 对苯二甲酸二(羟乙氧基乙酯)，CAS号：26850-76-0
- 枸橼苦素D，CAS号：113349-27-2
- 白花前胡苷，CAS号：155969-61-2

|  | 这个同类索引页列出了具有相同分子式的化学物（即同分異構體）条目。 除非您是有意链接至本页，否则应将相应条目的内部链接指向正确的条目。 |